# Женские футбольные клубы Латвии в еврокубках
На странице собраны результаты матчей латвийских женских футбольных команд в европейских клубных турнирах, проводимых под эгидой УЕФА. Впервые латвийский клуб сыграл в Лиге чемпионов УЕФА среди женщин в 2011 году.

## Сезон 2011/12

### «Металлург» Лиепая
Чемпион Латвии 2010 года
Квалификационный раунд Лиги чемпионов УЕФА. Группа 2
| Команда 1         | Счёт | Команда 2 |
| ----------------- | ---- | --------- |
| МТК               | 12:0 | Металлург |
| Примейру Дезембру | 4:0  | Металлург |
| Металлург         | 1:4  | АСА       |

Итоговая таблица
| М | Команда           | И | В | Н | П | Мячи   | ±   | О |
| - | ----------------- | - | - | - | - | ------ | --- | - |
| 1 | АСА               | 3 | 2 | 1 | 0 | 6 − 2  | +4  | 7 |
| 2 | Примейру Дезембру | 3 | 1 | 2 | 0 | 5 − 1  | +4  | 5 |
| 3 | МТК               | 3 | 1 | 1 | 1 | 12 − 1 | +11 | 4 |
| 4 | Металлург         | 3 | 0 | 0 | 3 | 1 − 20 | −19 | 0 |

И — игры, В — выигрыши, Н — ничьи, П — проигрыши, Мячи — забитые и пропущенные голы, ± — разница голов, О — очки

## Сезон 2012/13

### «Сконто/Цериба» Рига
Чемпион Латвии 2011 года
Квалификационный раунд Лиги чемпионов УЕФА. Группа 7
| Команда 1     | Счёт | Команда 2     |
| ------------- | ---- | ------------- |
| МТК           | 5:0  | Сконто/Цериба |
| ПАОК          | 8:0  | Сконто/Цериба |
| Сконто/Цериба | 2:5  | Наше Такси    |

Итоговая таблица
| М | Команда       | И | В | Н | П | Мячи   | ±   | О |
| - | ------------- | - | - | - | - | ------ | --- | - |
| 1 | МТК           | 3 | 3 | 0 | 0 | 14 − 0 | +14 | 9 |
| 2 | ПАОК          | 3 | 2 | 0 | 1 | 9 − 2  | +7  | 6 |
| 3 | Наше Такси    | 3 | 1 | 0 | 2 | 5 − 10 | −5  | 3 |
| 4 | Сконто/Цериба | 3 | 0 | 0 | 3 | 2 − 18 | −16 | 0 |

И — игры, В — выигрыши, Н — ничьи, П — проигрыши, Мячи — забитые и пропущенные голы, ± — разница голов, О — очки

## Сезон 2013/14

### «Металлург» Лиепая
Чемпион Латвии 2012 года
Квалификационный раунд Лиги чемпионов УЕФА. Группа 2
| Команда 1 | Счёт | Команда 2 |
| --------- | ---- | --------- |
| Спартак   | 10:0 | Металлург |
| Олимпия   | 7:0  | Металлург |
| Металлург | 0:2  | Гинтра    |

Итоговая таблица
| М | Команда   | И | В | Н | П | Мячи   | ±   | О |
| - | --------- | - | - | - | - | ------ | --- | - |
| 1 | Спартак   | 3 | 3 | 0 | 0 | 24 − 3 | +21 | 9 |
| 2 | Олимпия   | 3 | 2 | 0 | 1 | 13 − 8 | +5  | 6 |
| 3 | Гинтра    | 3 | 1 | 0 | 2 | 2 − 9  | −7  | 3 |
| 4 | Металлург | 3 | 0 | 0 | 3 | 0 − 19 | −19 | 0 |

И — игры, В — выигрыши, Н — ничьи, П — проигрыши, Мячи — забитые и пропущенные голы, ± — разница голов, О — очки

## Сезон 2014/15

### «Рижская футбольная школа» Рига
Чемпион Латвии 2013 года
Квалификационный раунд Лиги чемпионов УЕФА. Группа 1
| Команда 1                | Счёт | Команда 2                |
| ------------------------ | ---- | ------------------------ |
| Конак                    | 11:0 | Рижская футбольная школа |
| Цюрих                    | 2:0  | Рижская футбольная школа |
| Рижская футбольная школа | 0:7  | Минск                    |

Итоговая таблица
| М | Команда                  | И | В | Н | П | Мячи   | ±   | О |
| - | ------------------------ | - | - | - | - | ------ | --- | - |
| 1 | Конак                    | 3 | 2 | 1 | 0 | 7 − 1  | +6  | 7 |
| 2 | Цюрих                    | 3 | 2 | 0 | 1 | 13 − 5 | +8  | 6 |
| 3 | Минск                    | 3 | 1 | 1 | 1 | 9 − 3  | +6  | 4 |
| 4 | Рижская футбольная школа | 3 | 0 | 0 | 3 | 0 − 20 | −20 | 0 |

И — игры, В — выигрыши, Н — ничьи, П — проигрыши, Мячи — забитые и пропущенные голы, ± — разница голов, О — очки

## Сезон 2015/16

### «Рижская футбольная школа» Рига
Чемпион Латвии 2014 года
Квалификационный раунд Лиги чемпионов УЕФА. Группа 8
| Команда 1                | Счёт | Команда 2                |
| ------------------------ | ---- | ------------------------ |
| Жилстрой-1               | 4:1  | Рижская футбольная школа |
| ПК-35                    | 9:0  | Рижская футбольная школа |
| Рижская футбольная школа | 3:2  | Нове Замки               |

Итоговая таблица
| М | Команда                  | И | В | Н | П | Мячи   | ±   | О |
| - | ------------------------ | - | - | - | - | ------ | --- | - |
| 1 | ПК-35                    | 3 | 3 | 0 | 0 | 20 − 1 | +19 | 9 |
| 2 | Жилстрой-1               | 3 | 2 | 0 | 1 | 10 − 3 | +7  | 6 |
| 3 | Рижская футбольная школа | 3 | 1 | 0 | 2 | 4 − 15 | −11 | 3 |
| 4 | Нове Замки               | 3 | 0 | 0 | 3 | 2 − 17 | −15 | 0 |

И — игры, В — выигрыши, Н — ничьи, П — проигрыши, Мячи — забитые и пропущенные голы, ± — разница голов, О — очки

## Сезон 2016/17

### «Рижская футбольная школа» Рига
Чемпион Латвии 2015 года
Квалификационный раунд Лиги чемпионов УЕФА. Группа 6
| Команда 1                | Счёт | Команда 2                |
| ------------------------ | ---- | ------------------------ |
| Жилстрой-1               | 2:0  | Рижская футбольная школа |
| Сараево-2000             | 3:0  | Рижская футбольная школа |
| Рижская футбольная школа | 0:4  | Рамат-ха-Шарон           |

Итоговая таблица
| М | Команда                  | И | В | Н | П | Мячи  | ±  | О |
| - | ------------------------ | - | - | - | - | ----- | -- | - |
| 1 | Сараево-2000             | 3 | 2 | 1 | 0 | 6 − 2 | +4 | 7 |
| 2 | Рамат-ха-Шарон           | 3 | 2 | 0 | 1 | 5 − 1 | +4 | 6 |
| 3 | Жилстрой-1               | 3 | 1 | 1 | 1 | 4 − 3 | +1 | 4 |
| 4 | Рижская футбольная школа | 3 | 0 | 0 | 3 | 0 − 9 | −9 | 0 |

И — игры, В — выигрыши, Н — ничьи, П — проигрыши, Мячи — забитые и пропущенные голы, ± — разница голов, О — очки

## Сезон 2017/18

### «Рижская футбольная школа» Рига
Чемпион Латвии 2016 года
Квалификационный раунд Лиги чемпионов УЕФА. Группа 3
| Команда 1                | Счёт | Команда 2                |
| ------------------------ | ---- | ------------------------ |
| Аякс                     | 6:0  | Рижская футбольная школа |
| Стандард                 | 8:0  | Рижская футбольная школа |
| Рижская футбольная школа | 0:2  | Пярну                    |

Итоговая таблица
| М | Команда                  | И | В | Н | П | Мячи   | ±   | О |
| - | ------------------------ | - | - | - | - | ------ | --- | - |
| 1 | Аякс                     | 3 | 3 | 0 | 0 | 11 − 1 | +10 | 9 |
| 2 | Стандард                 | 3 | 2 | 0 | 1 | 10 − 3 | +7  | 6 |
| 3 | Пярну                    | 3 | 1 | 0 | 2 | 3 − 4  | −1  | 3 |
| 4 | Рижская футбольная школа | 3 | 0 | 0 | 3 | 0 − 16 | −16 | 0 |

И — игры, В — выигрыши, Н — ничьи, П — проигрыши, Мячи — забитые и пропущенные голы, ± — разница голов, О — очки

## Сезон 2018/19

### «Рижская футбольная школа» Рига
Чемпион Латвии 2017 года
Квалификационный раунд Лиги чемпионов УЕФА. Группа 7
| Команда 1                | Счёт | Команда 2                |
| ------------------------ | ---- | ------------------------ |
| Ландхаус                 | 2:1  | Рижская футбольная школа |
| БИИК-Казыгурт            | 5:0  | Рижская футбольная школа |
| Рижская футбольная школа | 1:2  | Элпидес Кардицас         |

Итоговая таблица
| М | Команда                  | И | В | Н | П | Мячи  | ±  | О |
| - | ------------------------ | - | - | - | - | ----- | -- | - |
| 1 | БИИК-Казыгурт            | 3 | 3 | 0 | 0 | 9 − 1 | +8 | 9 |
| 2 | Элпидес Кардицас         | 3 | 2 | 0 | 1 | 6 − 4 | +2 | 6 |
| 3 | Ландхаус                 | 3 | 1 | 0 | 2 | 3 − 6 | −3 | 3 |
| 4 | Рижская футбольная школа | 3 | 0 | 0 | 3 | 2 − 9 | −7 | 0 |

И — игры, В — выигрыши, Н — ничьи, П — проигрыши, Мячи — забитые и пропущенные голы, ± — разница голов, О — очки

## Сезон 2019/20

### «Рижская футбольная школа» Рига
Чемпион Латвии 2018 года
Квалификационный раунд Лиги чемпионов УЕФА. Группа 7
| Команда 1                | Счёт | Команда 2                |
| ------------------------ | ---- | ------------------------ |
| Аполлон                  | 10:0 | Рижская футбольная школа |
| Штурм                    | 4:0  | Рижская футбольная школа |
| Рижская футбольная школа | 0:8  | Брага                    |

Итоговая таблица
| М | Команда                  | И | В | Н | П | Мячи   | ±   | О |
| - | ------------------------ | - | - | - | - | ------ | --- | - |
| 1 | Брага                    | 3 | 3 | 0 | 0 | 11 − 0 | +11 | 9 |
| 2 | Аполлон                  | 3 | 2 | 0 | 1 | 17 − 3 | +14 | 6 |
| 3 | Штурм                    | 3 | 1 | 0 | 2 | 6 − 9  | −3  | 3 |
| 4 | Рижская футбольная школа | 3 | 0 | 0 | 3 | 0 − 22 | −22 | 0 |

И — игры, В — выигрыши, Н — ничьи, П — проигрыши, Мячи — забитые и пропущенные голы, ± — разница голов, О — очки

## Сезон 2020/21

### «Рижская футбольная школа» Рига
2-е место в чемпионате Латвии 2019 года
1-й кв. раунд Лиги чемпионов УЕФА
| Дата       | Хозяева | Счёт | Гости                    |
| ---------- | ------- | ---- | ------------------------ |
| 04.11.2020 | Минск   | 3:0  | Рижская футбольная школа |

## Сезон 2021/22

### «Рижская футбольная школа» Рига
Чемпион Латвии 2020 года
1-й раунд Лиги чемпионов УЕФА. Путь чемпионов. Группа 10
Полуфинал
| Дата       | Хозяева | Счёт | Гости                    |
| ---------- | ------- | ---- | ------------------------ |
| 18.08.2021 | Помурье | 6:1  | Рижская футбольная школа |

За 3-е место
| Дата       | Хозяева | Счёт | Гости                    |
| ---------- | ------- | ---- | ------------------------ |
| 21.08.2021 | НСА     | 2:1  | Рижская футбольная школа |

## Сезон 2022/23

### ЖФК «Рига»
Новообразованный клуб, получивший право представлять Латвию в Лиге чемпионов
1-й раунд Лиги чемпионов УЕФА. Путь чемпионов. Группа 4
Полуфинал
| Дата       | Хозяева | Счёт | Гости |
| ---------- | ------- | ---- | ----- |
| 18.08.2022 | Аполлон | 3:0  | Рига  |

За 3-е место
| Дата       | Хозяева  | Счёт        | Гости |
| ---------- | -------- | ----------- | ----- |
| 21.08.2022 | Клаксвик | 1:2 (д. в.) | Рига  |

## Сезон 2023/24

### ЖФК «Рига»
Чемпион Латвии 2022 года
1-й раунд Лиги чемпионов УЕФА. Путь чемпионов. Группа 6
Полуфинал
| Дата       | Хозяева      | Счёт | Гости |
| ---------- | ------------ | ---- | ----- |
| 06.09.2023 | БИИК-Шымкент | 0:1  | Рига  |

Финал
| Дата       | Хозяева | Счёт | Гости |
| ---------- | ------- | ---- | ----- |
| 09.09.2023 | Бенфика | 4:0  | Рига  |

## Сезон 2024/25

### «РФС Вумэн»
Чемпион Латвии 2023 года
1-й раунд Лиги чемпионов УЕФА. Путь чемпионов. Группа 10
Полуфинал
| Дата       | Хозяева | Счёт | Гости     |
| ---------- | ------- | ---- | --------- |
| 04.09.2024 | Ворскла | 5:0  | РФС Вумэн |

За 3-е место
| Дата       | Хозяева   | Счёт         | Гости |
| ---------- | --------- | ------------ | ----- |
| 07.09.2024 | РФС Вумэн | 0:0 (п. 6:7) | Флора |

## Сезон 2025/26

### «Рига Вумэн»
Чемпион Латвии 2024 года
1-й кв. раунд Лиги чемпионов УЕФА. Группа 1
Полуфинал
| Дата       | Хозяева | Счёт | Гости      |
| ---------- | ------- | ---- | ---------- |
| 30.07.2025 | Флора   | 1:4  | Рига Вумэн |

Финал
| Дата       | Хозяева      | Счёт | Гости      |
| ---------- | ------------ | ---- | ---------- |
| 02.08.2025 | Расинг Юнион | 2:1  | Рига Вумэн |